# Соборная мечеть Майкопа
Соборная мечеть Майкопа (адыг. Мыекъуапэ йы гурыт мэщыт) — главная соборная джума-мечеть города Майкоп в Республике Адыгея. Также является резиденцией Духовного управления мусульман Республики Адыгея и Краснодарского края. 

## Расположение
Расположена на площади Дружбы, в одном из городских скверов Майкопа, между улицами Советская и Пионерская, прерывая улицу Майкопскую. Официальный адрес мечети — улица Советская, 200.

## Строительство
Соборная мечеть города Майкопа была построена по инициативе руководства республики и велось на личные средства бывшего наследного принца Рас-эль-Хаймы, Объединённые Арабские Эмираты — Халида Бин Сакр-аль-Кассими, наследного принца из рода Аль-Касими. Проект здания был подготовлен заслуженным художником Республики Адыгея — Абдулахом Берсировым. 
Строительство соборной мечети было начато в апреле 1999 года и завершено в октябре 2000 года, в рекордные 18 месяцев. 2 ноября 2000 года мечеть была торжественно открыта для прихожан.

## Характеристики
Внешний фасад мечети выполнен из белого камня. Купола и вершины минаретов носят ярко-синий оттенок, символизирующих небо. Всего куполов 5, главный из которых расположен в центре здания и окружён 4 меньшими по размеру куполами, за которыми следуют 4 минарета.
Внутренние стены мечети украшены изречениями из Корана, написанными современным угловатым шрифтом.